# Blepharis exigua
Blepharis exigua är en akantusväxtart som först beskrevs av Heinrich Zollinger, och fick sitt nu gällande namn av Valet. och Back.. Blepharis exigua ingår i släktet Blepharis och familjen akantusväxter. Inga underarter finns listade i Catalogue of Life.